# SG Castrop-Rauxel
Die SG Castrop (vollständig: Sportgemeinschaft 1902 Castrop-Rauxel e. V.) ist ein Fußballverein aus Castrop-Rauxel. Der Verein ging im Jahre 1962 aus einer Fusion der beiden Vereine SV Castrop 02 und SG Erin 11 hervor. Insgesamt treiben etwa 265 Mitglieder Sport unter dem Dach der SG. Die erste Männermannschaft spielt seit der Saison 2024/25 in der Kreisliga C. Nach zwei vorzeitigen Rückzugen in den Vorsaisons ist die Mannschaft dorthin zurückgestuft worden. Seine sportlich erfolgreichste Zeit hatte der Verein in den 1960ern bis Anfang der 1970er, als man insgesamt sechs Spielzeiten in der drittklassigen Verbandsliga Westfalen spielte. Eine seit 1987 bestehende Gymnastikabteilung ist 2018 aufgelöst worden.

## Vorläufervereine

### SV Castrop 02

Abzeichen des SV Castrop-Rauxel 02

Der „bürgerliche“ SV Castrop 02 war der älteste Verein der Stadt und wurde früh Mitglied im Westdeutschen Spielverband. Wie für einen damaligen Sportverein üblich war das Spektrum körperlicher Tätigkeit breit gefächert. Neben Leichtathletik wurde auch Tennis und Kegeln betrieben.
In den späten 20er Jahren war Castrop 02 Erstligist. Man spielte Ruhrbezirksliga, was heute vom Einzugsbereich ungefähr der Landesliga entspricht, und war 1927/28 in dieser Liga Zweiter hinter dem FC Schalke 04. In diese Zeit fällt auch der Bau des städtischen Stadions, welches die 02er als ihre Heimspielstätte nutzten. Gleichzeitig leistete man sich mit Karl Burger als ehemaligem Nationalspieler die Dienste eines Honorartrainers. Nach dem Abstieg in die 2. Bezirksklasse 1933 und einer Zeit auf Zweit- bzw. Drittliganiveau in den 30ern, schaffte man 1948 den Aufstieg in die Bezirksliga und zwei Jahre später 1950 den Aufstieg in die Landesliga. 1955 war man mit den beiden Lokalrivalen Arminia Ickern und VfB Habinghorst Mitbegründer der neuen Verbandsliga. Hier spielte man bis 1960, als man in die Landesliga abstieg.

### SG Erin 11
Der andere Zweig des Vereins, die SG Erin 11, wurde 1911 als Germania Obercastrop gegründet. 1920 nannte man sich in BV Obercastrop 11 um. Auch der BV 11 spielte ein Jahr in der Ruhrbezirksliga, und zwar in der Saison 1931/32 zusammen mit den 02ern. Meistens gehörte der Verein aber zwischen den Weltkriegen der zweiten oder dritten Liga an. 1936 erfolgte die Umbenennung in SG Erin 11. Dadurch wurde die faktische Verflechtung des Vereins mit der in unmittelbarer Nachbarschaft liegenden Zeche Erin auch im Namen manifestiert. Spätestens zu diesem Zeitpunkt wurde der Verein ein Mehrspartenverein. 1948/49 stieg die 1. Mannschaft in die Bezirksliga auf, der sie bis zur Fusion 1962 angehörte.

## Nach der Vereinigung
Im zweiten Jahr nach der Fusion gelang der SG Castrop der Aufstieg in die Verbandsliga, der höchsten Amateurliga. Dieser gehörte man bis zur Saison 1968/69 an, als man in die Landesliga abstieg. Nach zwei Jahren gelang der Wiederaufstieg in die Verbandsliga, der man aber nur ein Jahr angehörte. Es folgten vier Jahre Landesliga von 1971 bis 1976 und 19 Jahre Bezirksliga von 1976 bis 1996. Nach einem Intermezzo in der Kreisliga A in den Saisons 1996/97 und 1997/98 folgte der Fall in die Kreisliga B. Erst in der Saison 2007/08 schaffte man den Aufstieg in die Kreisliga A. Nachdem man sich dort über mehrere Jahre etablieren konnte, gelang auch der Aufstieg in die Bezirksliga in der Saison 2016/17. In die 70er fällt mit einer kontinuierlichen Jugendarbeit die Ära der besten Jugendmannschaften SG Castrops, die bis in die späten 80er anhielt. Auf der anderen Seite spalteten sich in dieser Zeit mehr und mehr Abteilungen (Leichtathletik, Handball, Kanu, Judo) von der übermächtigen Fußballsparte ab und schlossen sich anderen Vereine an oder wurden eigenständig, so dass der Verein heute nahezu ein Einspartenverein ist.

## Sportplätze
Der Verein hat sein Domizil im Stadion an der Bahnhofstraße, das im Jahr 2007 renoviert und mit einem Kunstrasenplatz ausgestattet wurde. Dieses nutzt er seit dem Bau im Jahre 1926. Vorher bespielte man einen Platz am damaligen Sägewerk an der Bladenhorster Straße. BV Castrop 11 spielte bis 1936 auf einem Platz an der Wirtschaft Bresser an der Cottenburgstraße. 1936 zog der BV 11 in die Erin-Kampfbahn, einem ehemaligen Turnplatz. Noch bis zum Jahr 2004 wurde dieser Platz von der Jugendabteilung der SG genutzt, die diesen Platz aber mit dem Umzug von Wacker Obercastrop verließ.

## Personen

### Spieler (nach 1945)
- Theo „Dotz“ Bergmeier (Vertragsspieler beim VfL Bochum)
- Harald Beyer (Vertragsspieler bei Preußen Münster, Bundesligaspieler bei Hertha BSC und Borussia Dortmund)
- Heiner Kessebohm (Vertragsspieler bei Hessen Kassel)
- Alfred Niepieklo (als Vertragsspieler bei Borussia Dortmund Deutscher Meister 1956 und 1957)
- Hermann Merchel (DFB-Pokalsieger mit SW Essen 1959)
- Friedhelm „Fitsche“ Schwarze (Lizenzspieler bei Borussia Dortmund)
- Norbert Witczak (Vertragsspieler bei Viktoria Köln)
- Wolfram Wuttke (Lizenzspieler bei Schalke 04, Borussia Mönchengladbach, Hamburger SV, Espanyol Barcelona, 1. FC Kaiserslautern, 1. FC Saarbrücken)

### Trainer
- Karl Burger (Trainer Castrop 02s in den späten 1920er Jahren (ehemaliger Nationalspieler und Deutscher Meister mit der SpVgg Fürth))
- Willy Pzyk (Trainer Castrop 02s 1947/48 (Deutscher Vizemeister als Trainer mit dem LSV Hamburg))

### Schiedsrichter
- Ewald Epping (Altinternationaler Schiedsrichter mit Europapokal-Einsätzen, u. a. im Camp Nou in Barcelona)

## Erfolge
| Saison  | Verein        | Erfolg                                     |
| ------- | ------------- | ------------------------------------------ |
| 1926/27 | SV Castrop 02 | Aufstieg in die 1. Bezirksklasse (1. Liga) |
| 1930/31 | BV Castrop 11 | Aufstieg in die 1. Bezirksklasse (1. Liga) |
| 1941/42 | SV Castrop 02 | Aufstieg in die Bezirksklasse (2. Liga)    |
| 1948/49 | SG Erin 11    | Aufstieg in die Bezirksklasse (4. Liga)    |
| 1947/48 | SV Castrop 02 | Aufstieg in die Bezirksliga (4. Liga)      |
| 1949/50 | SV Castrop 02 | Aufstieg in die Landesliga (3. Liga)       |
| 1955/56 | SV Castrop 02 | Eingruppierung zur Verbandsliga (3. Liga)  |
| 1963/64 | SG Castrop    | Aufstieg in die Verbandsliga (3. Liga)     |
| 1970/71 | SG Castrop    | Aufstieg in die Verbandsliga (3. Liga)     |
| 2007/08 | SG Castrop    | Aufstieg in die Kreisliga A (9. Liga)      |
| 2016/17 | SG Castrop    | Aufstieg in die Bezirksliga (8. Liga)      |

## Höchste Siege und Niederlagen (seit der Fusion 1962)
| Ereignis                   | Ergebnis (Saison)                      |
| -------------------------- | -------------------------------------- |
| Höchster Heimsieg          | 18:0 gegen BV Herne-Süd 2 (16/17)      |
| Höchster Auswärtssieg      | 20:1 gegen SC Emscher Crange 2 (24/25) |
| Höchste Heimniederlage     | 0:11 Erler SV 08 (19/20)               |
| Höchste Auswärtsniederlage | 0:8 Wacker Castrop (95/96)             |